# 20074 Laskerschüler
20074 Laskerschüler è un asteroide della fascia principale. Scoperto nel 1994, presenta un'orbita caratterizzata da un semiasse maggiore pari a 2,2914479 UA e da un'eccentricità di 0,0656141, inclinata di 7,78867° rispetto all'eclittica.